# Triggianello
Triggianello è una frazione di 708 abitanti suddivisa tra i comuni di Conversano e Polignano a Mare, in provincia di Bari, da cui dista rispettivamente 7 km e 9 km. È poco distante anche dai comuni di Castellana Grotte e Monopoli.

## Storia
Il centro è sorto a partire dal 1878, quando un possidente locale, Saverio De Bellis (Castellana Grotte, 1833‑1918), acquistò un vasto appezzamento terriero in località Pozzo Triggiano e vi avviò lo sviluppo di uno stabilimento vinicolo, che iniziò le attività nel 1880.
Secondo un modello imprenditoriale che negli stessi anni trovava applicazione in alcune realtà dell'Italia settentrionale De Bellis costruì nei pressi dello stabilimento diverse case coloniche in pietra per l'alloggio delle famiglie di operai, dando loro la possibilità di riscattarne la proprietà mediante trattenute sul salario.
Nacque così una borgata dotata di tutti i servizi, che prese il nome di Villanova De Bellis.
I vini prodotti nello stabilimento, commercializzati in Europa e nelle Americhe con il nome di "Villanova", riscossero un notevole successo. Ciò determinò la crescita del villaggio, nel quale fu avviata la costruzione di una chiesa intitolata alla Madonna Addolorata.
Lo sviluppo della frazione subì comunque una battuta d'arresto all'inizio del Novecento quando, lungo il tracciato della ferrovia locale allora in costruzione, non fu prevista la stazione che la famiglia De Bellis riteneva indispensabile per favorire l'esportazione dei vini. Il dissidio con le autorità si sciolse pochi anni dopo, solo in seguito al trasferimento dello stabilimento a Castellana Grotte.
Negli anni trenta, le autorità fasciste del comune di Conversano rinominarono la località con il nome attuale di Triggianello, che riprendeva quello di Pozzo Triggiano con il quale era stata a lungo definita la contrada.
Nel corso della seconda guerra mondiale Triggianello ospitò il comando inglese, insediato nella villa “Belvedere” di stile neoclassico.

## Monumenti e luoghi d'interesse
Benché le ville unifamiliari edificate negli ultimi decenni abbiano alterato il tessuto urbanistico della frazione, Triggianello conserva ancora l'impianto originale di villaggio operaio. Lungo le sue strade rettilinee si affiancano semplici costruzioni in pietra a un piano, che hanno in gran parte mantenuto l'uniformità delle facciate ottocentesche.
Nella piazza si erge la chiesa della Madonna Addolorata, completata nel 1916 e istituita in parrocchia nel 1939. L'edificio appare oggi fuori scala rispetto alle modeste dimensioni della frazione proprio perché fu progettata per servire un abitato che nelle intenzioni avrebbe dovuto essere molto più vasto. Lo stile riprende i modelli architettonici del romanico pugliese: la facciata a capanna, a due ordini, si caratterizza per l'unico ampio portale e per la torre campanaria munita di un orologio.

## Economia
Alla spiccata caratterizzazione agricola delle origini, Triggianello affianca oggi una promettente vocazione gastronomica: le numerose macellerie locali sono specializzate nell'elaborazione di carni di pregiata qualità, che possono essere consumate alla brace nelle trattorie del posto secondo la formula del "fornello pronto".

## Cinema
Il regista Lucio Giordano nel 2005 ha girato nella frazione di Triggianello il film "Le bande", con Massimo Giordano e Federica Gomma.